# Kristina Nenadovic
Kristina Nenadovic, née le 1er avril 2002 à Kragujevac en Serbie, est une coureuse cycliste française.

## Palmarès sur route
- 2019
  -  Médaillée de bronze du championnat d'Europe junior

## Palmarès sur piste
- 2019
  -  Championne de France de poursuite junior
  - 2e du championnat de France de poursuite par équipes
- 2021
  -  Championne de France de poursuite
  -  Championne de France de poursuite par équipes
  -  Championne de France de course à l'élimination
  - 2e du championnat de France du scratch
- 2022
  -  Championne de France de poursuite par équipes
  -  Médaillée de bronze du championnat d'Europe de la course aux points espoirs
  -  Médaillée de bronze du championnat d'Europe de la course à l'élimination espoirs
  - 3e du championnat de France du scratch
  - 3e du championnat de France de l'omnium
  - 3e du championnat de France de course à l'élimination
- 2025
  - 2e du championnat de France de poursuite par équipes